# 妖怪屋敷 (1928年の映画)
『妖怪屋敷』（ようかいやしき、The Haunted House）とは、1928年に公開されたアメリカ合衆国のミステリ映画。オーウェン・デイヴィスのブロードウェイ戯曲『The Haunted House』（1926年）の映画化で、監督はベンヤミン・クリステンセン。出演はラリー・ケント、セルマ・トッド。
2020年現在、フィルムは現存しないが、ヴァイタフォンのサウンド版はUCLA映画テレビ・アーカイブに所蔵されている。

## あらすじ
遺産相続人たちが遺言状の開封のために古い怪しい屋敷に呼び出される。そこで奇妙な出来事が発生。人々は幽霊の仕業と怯える。屋敷には壁の隠し扉、隠し部屋、気味の悪い管理人、気の狂った医師がいる。実は彼らは詐欺師の集団で、相続人を追い払うためにやっていたとわかる。

## キャスト
- ビリー：ラリー・ケント
- 看護婦：セルマ・トッド
- ハーバート叔父：エドモンド・ブリーズ（英語版）
- タリー：シドニー・ブレイシー（英語版）
- ナンシー：バーバラ・ベッドフォード
- ラッカム夫人：フローラ・フィンチ（英語版）
- ラッカム氏：チェスター・コンクリン
- 管理人：ウィリアム・V・モング
- 医師：モンタギュー・ラヴ（英語版）
- 夢遊病の少女：イヴ・サザーン
- お抱え運転手：ジョン・ガフ

## 制作
監督のベンヤミン・クリステンセンは『魔女』（1922年）の成功でヨーロッパからハリウッドにやってきた（渡米第一作は1926年の『悪魔の曲馬団』）。
脚本はラホス・ビロとクリステンセン（リーチャード・ビー名義）。
制作がスタートしたのは1928年7月26日。
クリステンセンにとってサウンド入り（イヴ・サザーンの歌2曲を含む音楽と効果音）の映画を撮るのはこの作品が初めて。『バラエティ』誌によると、歌の同期がまずく、尻の部分で画面と音が合っていなかった。

## 公開
封切りは1928年11月4日。サイレント版とサウンド付随版の両方が公開された。

## 評価
『バラエティ』誌は「固い芝居でくすりともしない。隠し扉、嵐で屋敷から出れれないミステリの要素は原作戯曲と同じだが、致命的なくらい生真面目」「最近公開されたブギーマン・スリラー映画の傑作『The Terror』とは比べ物にならない」。
『Photoplay』誌は「チェスター・コンクリンやりすぎで謎が足りない」。
『The Film Daily』紙は撮影のソル・ポリートを「雰囲気効果の天才」と賞賛。作品についてはスリルと笑いに満ちてはいるが、何巻も話が進んでいない」
『The Film Spectator』誌は「ミステリ・スリラーの定石通りだが、面白い。オススメ」「頭のいい映画」
『Harrison's Reports」誌は「サスペンスは維持している。アクションはあちらこちらでごずつきがちだが、観客は喜んでいるようだ。次々起こる怪現象は、子供なら怖がるかもしれない」